# Aleksander Minkowski
Aleksander Minkowski (ur. 27 lutego 1933 w Warszawie, zm. 7 marca 2016 tamże) (pseudonimy: Alex Hunter, Marcin Dor) – polski pisarz, reportażysta i scenarzysta filmowy.

## Życiorys

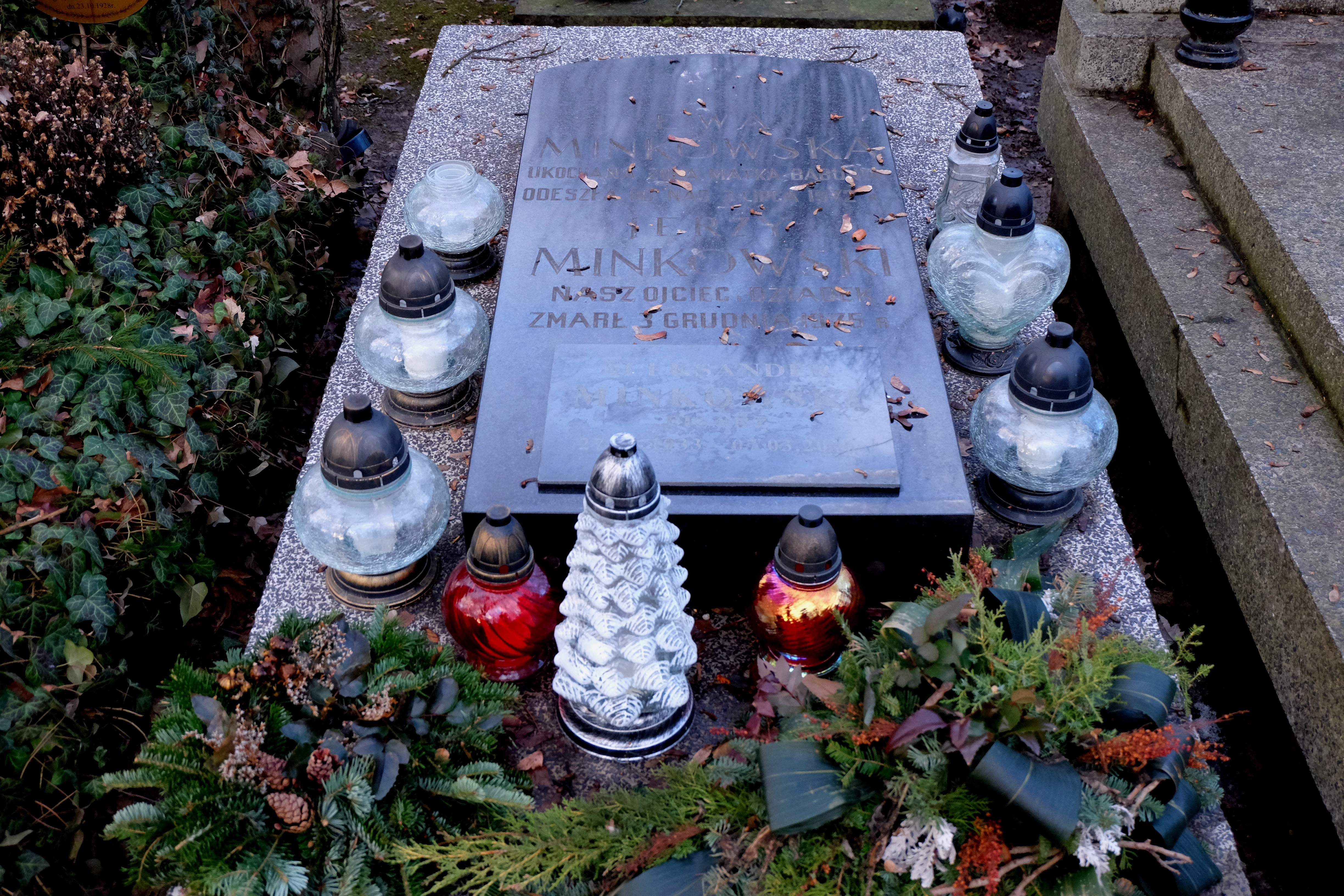
Grób Aleksandra Minkowskiego na Cmentarzu Wojskowym na Powązkach w Warszawie

W okresie wojny przebywał z rodzicami na zesłaniu w położonej na Dalekiej Północy w obrębie ZSRR, a dokładniej w Komijskiej Autonomicznej Socjalistycznej Republice Radzieckiej (ówczesny odpowiednik współczesnej Republiki Komi), z której wspomnienia zawarł w książce Droga do Niury (1964) oraz w pierwszym rozdziale wydanej w 1966 książki Gruby. Uczęszczał do III LO we Wrocławiu, w którym zdał maturę w 1951 roku. Następnie ukończył filologię rosyjską na UW.
Debiutował w 1956 na łamach tygodnika „Przegląd Kulturalny” jako prozaik. W 1959 Jerzy Jarocki wystawił w Teatrze Śląskim im. Wyspiańskiego w Katowicach jego sztukę Fałszerz i jego córka, napisaną wspólnie z Eugeniuszem Kabatcem. W latach 1954–1957 związany z redakcją „Po prostu”. Od 1958 do 1961 pracował jako reportażysta w prestiżowym tygodniku „Świat”, wraz z Lucjanem Wolanowskim, Wiesławem Górnickim, Aleksandrem Ziemnym, Marianem Brandysem i Kazimierzem Dziewanowskim, z którym opublikował wspólnie tom reportaży ze ZSRR pt. Pięć tysięcy kilometrów przyszłości (wyd. Iskry, 1961). W latach 1969–1972 przebywał w USA jako wykładowca na Uniwersytecie Columbia oraz w Hunter College. W latach 1982–1984 redaktor tygodnika „Tu i teraz”. Od 1978 do 1994 prezes polskiej sekcji IBBY. W latach 70. wybrany wiceprezesem warszawskiego oddziału Związku Literatów Polskich. W latach 1991–1998 redaktor naczelny tygodnika „Skandale”, później „Nowe Skandale” i „Bez Pardonu”. Był prezesem zarządu Fundacji Korczakowskiej Odrodzenie, mającej na celu zbudowanie w Polsce międzynarodowej wioski dziecięcej. Mieszkał i tworzył w Warszawie. W latach 1967–1990 członek PZPR.
Część książek z cyklu Tropiciele złoczyńców (o przygodach Marty Patton) wydał pod pseudonimem Alex Hunter.
Według opracowania zasobów archiwalnych Instytutu Pamięci Narodowej wykonanych przez Joannę Siedlecką w książce Kryptonim „Liryka”. Bezpieka wobec literatów w latach 1961–1980 był współpracownikiem służb specjalnych PRL, przy czym on sam konsekwentnie negował rzetelność informacji pochodzących z teczek SB. Zmarł 7 marca 2016, a jego pogrzeb odbył się 11 marca 2016 w Domu Pogrzebowym na Cmentarzu Powązkowskim (Wojskowym) w Warszawie przy ul. Powązkowskiej 43/45 (kwatera B20-6-9).

## Twórczość

### Proza
- 1958 Błękitna miłość
- 1959 Nigdy na świecie
- 1959 Wahania
- 1961 Czterdziestu na górze
- 1961 Wielki poker
- 1962 Urlop na Tahiti
- 1963 Wyznania odszczepieńca
- 1964 Przygoda nad jeziorem, czyli skarb hrabiego Grotta
- 1964 Droga do Niury
- 1964 Kwiaty dla Klementyny
- 1965 Czwarte krzesło
- 1965 Klub siedmiu
- 1965 Życzę ci dobrej drogi
- 1966 Gruby
- 1966 Zabawa z diabłem
- 1967 Kosmiczny sekret Lutego
- 1967 Wyprawa na rue Lepic
- 1969 Pieszczoch
- 1969 Nasturcja i Lew
- 1969 Niezwykłe lato Izydora i spółki
- 1969 Podróż na wyspę Borneo
- 1970 Pojedynek z Johnem
- 1970 Major opóźnia akcję
- 1971 Prywatna rozmowa
- 1971 Ząb Napoleona
- 1972 Szaleństwo Majki Skowron
- 1972 Artur
- 1974 Błękitni z latającego talerza
- 1974 Złota troć
- 1975 Krzysztof
- 1975 Noc bez cudu
- 1975 Zaczynasz być mężczyzną
- 1976 Kocur i ja
- 1976 Vanesca z hotelu Manhattan
- 1977 Grażyna
- 1978 Układ krążenia
- 1981 Dowód tożsamości
- 1982 Odmieniec
- 1983 Madonna w lustrze
- 1984 Bella, dziewczyna z gwiazd
- 1984 Zmartwychwstanie Pudrycego
- 1985 Dolina Światła
- 1988 Zdrady miłosne
- 1988 Wyspa szatana
- 1990 Sekrety prominentów
- 1990 Zakładnik szaleńca
- 2000 Czarny granit
- 2006 W niełasce u Pana Boga
- 2008 Encyklopedia nastolatki
- 2016 Zabić Ptasiodzioba

Z Kazimierzem Dziewanowskim:
- 1961 5000 km przyszłości

Z Eugeniuszem Kabatcem:
- 1960 Strefa neutralna

### CyklTropiciele złoczyńców
- Marta Patton i ostatnia wola Williama Samsona
- Marta Patton i gang Belzebuba
- Marta Patton i Kapłanka Miłości
- Marta Patton i Klinika Cudów
- Marta Patton i Amulet Szczęścia
- Marta Patton i klątwa Jokasty
- Marta Patton i Miecz Zagłady
- Marta Patton i kopalnia arcydzieł
- Marta Patton i Uzdrowiciel z Bombaju
- Marta Patton i Złoty papirus

### Scenariusze filmowe i telewizyjne
- 1961 Kardiogram (na kanwie powieści Nigdy na świecie)
- 1972 Gruby
- 1975 Dyrektorzy
- 1976 07 zgłoś się, odc. 1 „Major opóźnia akcję” (na kanwie powieści Major opóźnia akcję)
- 1976 Próba ognia
- 1976 Szaleństwo Majki Skowron
- 1977 Układ krążenia
- 1978 Zielona miłość
- 1979 Przyjaciele
- 1992 Szwedzi w Warszawie

### Sztuki teatralne
- 1959 z Eugeniuszem Kabatcem Fałszerz i jego córka (wystawiona w Teatrze im. Wyspiańskiego w Katowicach, w reżyserii Jerzego Jarockiego)
- 1969 Szkoła tańców (miesięcznik „Dialog”, sierpień 1969)
- 1981 Fenomen (premiera – teatr w Wałbrzychu)

## Nagrody
- 1958 – Warszawska Nagroda Literacka Młodych za nowelę „Jeden wieczór w Łosiewie”
- 1959 – Nagroda Wydawnictwa Łódzkiego w pierwszym po wojnie konkursie na powieść współczesną – za „Nigdy na świecie”
- 1976 – zespołowa nagroda państwowa II stopnia za serial Dyrektorzy
- 1976 – Złoty Ekran tygodnika „Film” za serial „Dyrektorzy”
- 1976 – Kowadło Kuźnicy Krakowskiej za serial „Dyrektorzy”
- 1978 – Grand Prix Festiwalu filmowego w Olsztynie za film Wysoka Góra
- 1978 – Orle Pióro, nagroda przyznana przez dwutygodnik Płomyk (numer 16)
- 1982 – Nagroda Prezesa Rady Ministrów